# Short Circuit (bande originale)
Pour les articles homonymes, voir Short (homonymie).
Albums de David Shire
Zodiac: Songs From The Motion Picture
(2007)
Short Circuit: Original Motion Picture Soundtrack est un album musical contenant toute la bande originale du film Short Circuit (à l'exception notable de la chanson Who’s Johnny chantée par El DeBarge). Il s'agit d'une édition estampillée « collector » et limitée à 2000 exemplaires dans le monde.
La musique du film a été majoritairement composée et dirigée par David Shire de 1985 à 1986, et est demeurée inédite en album jusqu'en décembre 2008, date de sortie du score en format CD. Les chansons Come And Follow Me et Who’s Johnny sont un cas à part, ayant été éditées séparément en disques vinyles peu de temps après la sortie du film.
Il est également à signaler que durant une scène du film, deux brefs extraits de la bande originale de La Fièvre du samedi soir se font entendre : « You Should Be Dancing » et « More Than a Woman », chansons des Bee Gees.

## Pistes
| No  | Titre                                                                      | Durée |
| --- | -------------------------------------------------------------------------- | ----- |
| 1.  | Main Title                                                                 | 2:12  |
| 2.  | The Quickening / Off the Bridge                                            | 2:45  |
| 3.  | Discovering Number 5 / Sunrise                                             | 4:31  |
| 4.  | Grasshopper / Joy(less) Ride                                               | 4:44  |
| 5.  | The Attack / Coming To                                                     | 3:48  |
| 6.  | Road Block / Bathtub / Robot Battle                                        | 2:42  |
| 7.  | Getaway / Hello, Bozos                                                     | 2:42  |
| 8.  | Night Scene / Joke Triumph                                                 | 4:17  |
| 9.  | Danger, Nova / Escape Attempt / Aftermath                                  | 3:46  |
| 10. | Finale / End Title: "Come And Follow Me" (Max Carl)                        | 5:01  |
| 11. | Rock (source music)                                                        | 3:40  |
| 12. | Bar (source music)                                                         | 1:52  |
| 13. | The Three Stooges (repris du court-métrage Woman Haters des Trois Stooges) | 1:08  |

## Récompenses
Cette bande originale remporta un BMI Film Music Award en 1987.